# Johann Wilhelm Krause (Botaniker)
Johann Wilhelm Krause (* 4. Oktober 1764 in Kleinschwabhausen; † 5. Juni 1842 in Taupadel bei Bürgel) war ein deutscher Pfarrer, Botaniker und landwirtschaftlicher Fachautor.
Sein botanisches Autorenkürzel lautet „Krause“.

## Leben und Wirken
Johann Wilhelm Krause wurde als Sohn eines Kantors in Kleinschwabhausen bei Jena geboren. Er besuchte das Wilhelm-Ernst-Gymnasium Weimar, studierte an der Universität Jena Theologie und legte das Pfarrexamen ab. Danach wurde er Lehrer, dann Rektor an der Stadtschule in Apolda und 1807 Rektor der Stadtschule in Jena. Nach seiner Ordination übernahm er 1820 die evangelisch-lutherische Pfarrei Taupadel bei Bürgel mit den Filialkirchen in Jenalöbnitz und Rodigast.
Neben der Tätigkeit als Seelsorger beschäftigte sich Krause mit landwirtschaftlichen Fragestellungen. Dazu gab er 1831 ein Buch über die in Deutschland vorkommenden und für die Landwirtschaft wichtigen Gewächse heraus. Von 1826 bis 1834 baute er in seinem Garten die bis dahin bekannten Sorten der vier Hauptgetreidearten an. Die Erkenntnisse daraus (Kultur und Nutzen) veröffentlichte er ab 1834 in acht Folgen, wobei der akademische Zeichenlehrer der Univ. Jena Dr. Ernst Schenk die Kupfertafeln anfertigte. 1840 schloss sich noch ein zusammenfassendes Buch über Getreide an.
Sein Amtsbruder Dr. Carl Wilhelm Ernst Putsche (1765 – 1834), Pfarrer in Wenigenjena und Privatdozent für Ökonomie (im Sinne von Landwirtschaft) an der Universität Jena, hatte bereits ab 1817 zehn Jahrgänge einer Zeitschrift „für praktische Cameralisten und Freunde des ländlichen  Gewerbes“ sowie viele andere Fachbücher veröffentlicht. Ab 1827 gab er zwölf Bände der „Allgemeinen Encyklopädie der gesammten Land- und Hauswirthschaft  der Deutschen“ heraus. Am 13. Band („Vollständiges Generalregister“, 1831) beteiligte sich Krause. Letzterer übernahm dann nach dem Tod von Putsche die Fortsetzung mit drei „Supplementbänden“ und einem „Vollständigen Generalregister“, die in den Jahren 1835 bis 1836 erschienen und deutschlandweit vertrieben wurden.

## Hauptwerk (Auswahl)
- Neuester Katechismus der Bienenzucht (Leipzig 1829);
- Theoretisch-praktische ökonomische Botanik oder Beschreibung der in Deutschland vorkommenden auf die Landwirthschaft eine mehr oder minder nahe Beziehung habenden Gewächse (Leipzig 1831), 310 S.;
- Abbildungen und Beschreibungen aller bis jetzt bekannten Getreidearten (mit Ernst Schenk)
  - Erstes Heft: Familie Triticum vulgare (Weizen). Leipzig 1835;
  - Zweites Heft: Familie Triticum turgidum. Leipzig 1834;
  - Drittes Heft: Familie Triticum durum. Leipzig 1835;
  - Viertes Heft: Familien Triticum polonicum und spelta. Leipzig 1836;
  - Fünftes Heft: Triticum amyleum und monococcum. Leipzig 1837;
  - Sechstes Heft: Secale cereale (Roggen), Hordeum (Gerste). Leipzig 1837;
  - Siebtes Heft: Avena sativa (Hafer) Leipzig 1837;
  - Achtes Heft: Avena orientalis und fatua. Leipzig 1837.
- Das Getreide-Buch oder Neueste Wanderungen durch das wissenschaftliche Gebiet der Getreide. Leipzig 1840, 294 S.;
- Die Ziegenzucht. In: Allgemeine Encyklopädie der gesamten Land- und Hauswirthschaft der Deutschen, Band 13, Leipzig 1831, S. 56–100;
- Vollständiges Generalregister. Mit Carl Wilhelm Ernst Putsche, Band 13 der Allgemeinen Encyklopädie, Leipzig 1831, 550 S.;
- Erster Supplementband. Band 14 der Allgemeinen Encyklopädie, Leipzig 1835;
- Zweyter Supplementband. Band 15 der ..... Leipzig, 1835;
- Dritter Supplementband. Band 16 der.... Leipzig 1836;
- Vollständiges Generalregister über die drey Supplementbände der Allgemeinen Encyklopädie – mit Realwörterbuch. Leipzig 1836, 197 S.;

## Würdigung
Johann Wilhelm Krause war neben seiner Tätigkeit als Pfarrer ein aktiver Förderer der Verbreitung bekannter und neuer Erkenntnisse für die Landbevölkerung. Das betraf zunächst die ausführliche Beschreibung der damals bekannten Getreidesorten und später die Herausgabe der „Allgemeinen Encyklopädie“. Diese Bände, erarbeitet von mehreren Gelehrten und praktischen Landwirthen, wurden durch den Verlag Baumgärtner aus Leipzig im gesamten Reich verkauft und konnten damit einen wichtigen Einfluss auf die Weiterbildung in Land- und Hauswirtschaft nehmen. Krause war Ehrenmitglied der Königlich märkischen ökonomischen Gesellschaft zu Potsdam sowie der Ökonomischen Gesellschaft zu Belvedere (bei Weimar) und nicht mit dem namensgleichen Professor für Agronomie in Dorpat/Tartu (Johann Wilhelm von Krause, 1757 – 1826) verwandt.